# Корте-Палазіо
Корте-Палазіо (італ. Corte Palasio) — муніципалітет в Італії, у регіоні Ломбардія,  провінція Лоді.
Корте-Палазіо розташоване на відстані близько 450 км на північний захід від Рима, 36 км на південний схід від Мілана, 7 км на схід від Лоді.
Населення — 1549 осіб (2014).

## Демографія
Населення за роками:

Станом на 1 січня 2023 року в муніципалітеті офіційно проживало 205 іноземців з 31 країни, серед них 82 громадяни країн Євросоюзу та 5 громадян України.

## Сусідні муніципалітети
- Аббадія-Черрето
- Кавенаго-д'Адда
- Кресп'ятіка
- Довера
- Лоді
- Сан-Мартіно-ін-Страда